# Biała Wieś (Grande-Pologne)
Pour les articles homonymes, voir Biała Wieś.
Biała Wieś (prononciation : [ˈbjawa ˈvjɛɕ]) est un village polonais de la gmina de Grodzisk Wielkopolski dans le powiat de Grodzisk Wielkopolski de la voïvodie de Grande-Pologne dans le centre-ouest de la Pologne.
Il se situe à environ 7 kilomètres au nord-ouest de Grodzisk Wielkopolski (siège de la gmina et du powiat) et à 44 kilomètres à l'ouest de Poznań (capitale régionale).

## Histoire
De 1975 à 1998, le village faisait partie du territoire de la voïvodie de Poznań.

Depuis 1999, Biała Wieś est situé dans la voïvodie de Grande-Pologne.
Le village possède une population de 181 habitants.